# Świętochłowice
Świętochłowice é um município da Polônia, na voivodia da Silésia. Estende-se por uma área de 13,31 km², com 50 385 habitantes, segundo os censos de 2017, com uma densidade de 3785,5 hab/km².

## História
Um subcampo do campo de concentração alemão de Auschwitz foi aberto em Świętochłowice em 1943 - campo de trabalho de Zgoda. Desde janeiro de 1945, o campo foi reaberto e continuou a ser usado pela Polônia (Polónia) comunista. O campo, em que aproximadamente 2 500 prisioneiros perderam suas vidas durante o ano de 1945, foi fechado em Novembro desse ano.

## Localização
Świętochłowice está situada na parte do sul do planalto Silesiano. Faz fronteira com Bytom ao norte, Ruda Śląska a oeste e sudoeste e Chorzów a leste e sudeste.

## População
Em Świętochłowice vivem 55 527 pessoas. A cidade tem a maior densidade populacional da Polônia e uma das maiores da Europa. Vivem aproximadamente 4 000 pessoas por quilômetro quadrado.

## Clima
Świętochłowice está na zona climática silesiana-cracoviana. O total de precipitação é aproximadamente de 700 milímetros por ano. As maiores precipitações ocorrem em julho e as menores em fevereiro. As temperaturas oscilam entre -2,5°C em janeiro e 18°C em julho.

## Distritos
Há 5 distritos em Świętochłowice:
- Centrum
- Chropaczów
- Lipiny
- Piaśniki
- Zgoda

## Esporte
O esporte (desporto) mais popular em Świętochłowice é corrida de motocicletas. Na parte da cidade chamada Centrum está o estadio Skałka.

### Clubes esportivos de Świętochłowice
- Śląsk Świętochłowice - futebol, corrida
- Naprzód Lipiny - futebol
- Czarni Świętochłowice - futebol

### Atletas de Świętochłowice emJogos Olimpicos
- 1928 - Amsterdã (Amsterdão)
  - Futebol - Teodor Peterek
  - Ginastica - Paweł Galus, Franiciszek Pampuch, Teofil Rost, Franciszek Tajstra
- 1936 - Berlim
  - Futebol - Hubert Gad, Ryszard Piec, Teodor Peterek
  - Ginastica - Klara Sierońska-Kostrzewa
- 1952 - Helsinki
  - Futebol - Ewald Cebula
  - Natação - Gotfryd Gremlowski
- 1956 - Melbourne
  - Ginastica - Małgorzata Błaszczyk-Wasilewska
- 1960 - Roma
  - Futebol - Roman Letner
- 1964 - Tóquio
  - Gimnastica - Gerda Bryłka-Krajciczek, Małgorzata Wilczek-Rogoń
- 1976 - Montreal
  - fencing - Barbara Wysoczańska
  - weightlifting - Leszek Skorupa
- 1976 - Innsbruck
  - Hóquei no gêlo - Kordian Jajszczok
- 1980 - Moscou (Moscovo) 
  - fencing - Barbara Wysoczańska